# آرمور (نیویورک)
آرمور (به انگلیسی: Armor) یک منطقهٔ مسکونی در ایالات متحده آمریکا است که در شهرستان ایری، نیویورک واقع شده است. آرمور ۲۴۹٫۹۴ متر بالاتراز سطح دریا واقع شده است.